# Torneo de Newport 2021
El Hall of Fame Open 2021 fue un torneo de tenis perteneciente al ATP Tour 2021 en la categoría ATP World Tour 250. Tuvo lugar en la ciudad de Newport (Estados Unidos), desde el 12 hasta el 18 de julio de 2021 sobre césped.

## Distribución de puntos
| Modalidad            | Campeón | Finalista | Semifinales | Cuartos de final | 2ª ronda | 1ª ronda | Clasificados | 2ª ronda de clasificación | 1ª ronda de clasificación |
| Individual masculino | 250     | 165       | 100         | 50               | 25       | 0        | 13           | 7                         | 0                         |
| Dobles masculino     | 250     | 150       | 90          | 45               | 20       | 0        | -            | -                         | -                         |

## Cabezas de serie

### Individuales masculino
| Tenista            | Ranking | Preclasificados |
| Aleksandr Búblik   | 38      | 1               |
| Sam Querrey        | 54      | 2               |
| Yoshihito Nishioka | 58      | 3               |
| Vasek Pospisil     | 65      | 4               |
| Tennys Sandgren    | 68      | 5               |
| Steve Johnson      | 74      | 6               |
| Jordan Thompson    | 78      | 7               |
| Kevin Anderson     | 102     | 8               |

- Ranking del 28 de junio de 2021.[2]

### Dobles masculino
| Tenista                             | Ranking | Preclasificado |
| Marcus Daniell Ben McLachlan        | 88      | 1              |
| Jonathan Erlich Santiago González   | 126     | 2              |
| Harri Heliövaara John-Patrick Smith | 156     | 3              |
| Luke Bambridge Matt Reid            | 157     | 4              |

## Campeones

### Individual masculino
Kevin Anderson venció a  Jenson Brooksby por 7-6(10-8), 6-4

### Dobles masculino
William Blumberg /  Jack Sock vencieron a  Austin Krajicek /  Vasek Pospisil por 6-2, 7-6(7-3)